# Komunistická strana Slovenska (1948)
Die 1948 entstandene Komunistická strana Slovenska (deutsch: Kommunistische Partei der Slowakei), abgekürzt KSS,  war bis 1992 die slowakische  „regionale Organisation“ der tschechoslowakischen Kommunistischen Partei (KSČ) in der Slowakei und somit die mittragende Säule des kommunistischen Regimes in dem Land.

## Hintergründe der Entstehung
Die 1948 entstandene KSS ersetzte die selbständige kommunistische Partei der Slowakei, die bereits 1939 nach der Gründung des ersten slowakischen Staates entstand. Sie bildete den slowakischen Teil („regionale Organisation“) der gesamttschechoslowakischen kommunistischen KSČ, ohne dass es auch eine entsprechende Teilorganisation für Böhmen und Mähren gegeben hat.

## Aufgaben und Aufbau
Die Aufgabe der KSS war die Umsetzung der Direktiven und der Politik, die von der KSČ kamen. Das höchste Gremium der Partei war der Parteitag der KSS. Zu den bekannten Funktionären der Partei gehören die ersten Sekretäre Alexander Dubček (1963–1968) und Jozef Lenárt (1970–1988). Das zentrale Periodikum war die Tageszeitung Pravda (Wahrheit).
Zu Umbenennung kam es am 1. Dezember 1990, als die Partei „Komunistická strana Slovenska - Strana demokratickej ľavice“ (Kommunistische Partei der Slowakei – Partei der demokratischen Linken) hieß, nach 1. Februar 1992 dann nur „Strana demokratickej ľavice“ (Partei der demokratischen Linken), abgekürzt SDĽ.